# オハ油田
オハ油田（オハゆでん）とは、北樺太に存在する油田・ガス田地帯の一つである。ロシア・サハリン州北部の都市、オハ周辺を中心とする。この名称を北樺太の油田全体を指して使用する場合も見られるが、現実にはオハ油田が北樺太最大の油田というわけではない。

## 概要
北樺太のオホーツク海側で最初に開発された油田である。日本がシベリア出兵の保障占領中に生産を開始し、日ソ基本条約により施政権がソビエト連邦に返還された後も日本が採掘権を維持した。しかしソ連側が人員や物資の出入りを制限するなどの操業妨害をしばしば行ったことから、日本にとっての経済価値や戦略価値はあまり大きくなかった。1941年に日ソ中立条約締結の条件としてソ連に返還された。
第二次世界大戦の後、1961年にはサハリン州全体で168万トンの石油が生産されていた。1970年代には年間約250万トン程度の石油が生産されていたとも言われる。
現在では採掘量が減少し、生産はほとんど行われていない。事実上廃鉱と言えるが、これに対し、埋蔵量が減少したのではなく、老朽化した施設を更新することによって生産量を回復させることができるとの説もある。しかし実際には、より生産性の高いサハリンプロジェクトの進行によって、このような意見は顧みられていない。

## 歴史
- 1880年 樺太北部で、ロシアの毛皮商人が石油の露頭を発見する。
- 1911年 日本から鉱山地質学総合調査隊の第1陣が派遣され、オハ鉱床図を作成[2]。
- 1919年 オハ地区で日露合同の試掘が開始される。
- 1920年 尼港事件の発生を受け、日本のサガレン州派遣軍が北樺太を保障占領[3][4]、樺太での石油試掘が中断される。
- 1923年 試掘再開される。オハで油田が発見され、同年中に最初の油井が生産を開始する。
- 1925年 日ソ基本条約締結される。これによって、日本が北樺太での石油採掘権と試掘権を得る。また、北樺太から日本軍が撤兵。
- 1926年 北樺太石油（英: Northern Karafuto Oil Consession）設立[5]。初代社長は中里重次海軍中将。
- 1942年 オハから大陸側のニギリ、デカストリを経由してコムソモリスク・ナ・アムーレに繋がる石油パイプラインが完成[6][注釈 1]。
- 1944年 北樺太利権移譲議定書が締結される。これによって北樺太における日本側の採掘権が消滅する。